# Forfun
Forfun é uma banda de rock brasileira formada em 2001 no Rio de Janeiro. A formação da banda conta com Danilo Cutrim (voz e guitarra), Vitor Isensee (voz, guitarra e teclados), Rodrigo Costa (voz e baixo) e Nicolas Fassano (bateria). Após o fim do grupo em 2015, Danilo, Vitor e Nicolas formaram a banda BRAZA. 
Em dezembro de 2023, a banda anunciou seu retorno por meio das redes sociais.

## História

### Início
Iniciada como um trio, no ano de 2001, era composta por Danilo Cutrim (vocal e guitarra), Vitor Isensee (baixo) e Bruno Tizé (bateria). Bruno foi substituído por Nicolas Fassano, um antigo amigo de escola de Danilo e baterista de várias outras bandas, como Acesso de Raiva, Riveraid, e 15 Kelvin, banda na qual os dois chegaram a tocar juntos, em 1998.[carece de fontes?] Thiago Niemeyer, vocalista da banda Darvin, foi convidado e levou o grupo ao estúdio de Breno, baterista, da Darvin na época, em Niterói, onde tiveram sua primeira experiência com gravação em estúdio.[carece de fontes?]
Em dois dias, eles gravaram quatro canções, e na mesma semana, contando com a ajuda de mais um grande amigo, Flash, colocaram no ar o primeiro site da banda.[carece de fontes?] No mesmo ano fizeram novas gravações e lançaram duas canções num CD demo, que vendiam por cinco reais nos concertos. Paralelamente, divulgavam as faixas por meio da internet, no boca-a-boca, e de todas as maneiras possíveis.[carece de fontes?]
Em seguida, a banda teve mais uma mudança de formação: Vitor foi para a segunda guitarra e Rodrigo Costa assumiu o baixo, passando também a dividir os vocais com Danilo.

### Das Pistas de Skate às Pistas de Dança
Em 2003, gravaram um álbum demo com 12 faixas, Das Pistas de Skate às Pistas de Dança, no estúdio Hanói, em Botafogo.[carece de fontes?] James, idealizador do selo Dry-Ice Records, embora novo na área musical, já tinha a experiência de ter produzido e distribuído pelo Brasil a coletânea Gritando HC.[carece de fontes?]
Ele se interessou pelo som da banda e fechou a parceria para distribuir pelo seu selo o Das Pistas de Skate às Pistas de Dança por todo o país.[carece de fontes?] Começaram a produzir os primeiros vídeos da banda usando as cenas gravadas nos shows e nas viagens, estava formada a Na de 1 Produções, que teria fim três anos mais tarde. E no final daquele ano tocaram fora do estado pela primeira vez, no Festival Extreme Nuts, em Curitiba, com Food 4 Life, A-OK, Aditive, e Bad Car Crash, entre outras.
A partir de 2004 contaram com a ajuda de vários amigos pelo Brasil, que os divulgavam em sites, tais como: Punknet, Lbvidz, entre outros. Graças à essas iniciativas de amigos e fãs, produtores de shows do underground, como Adriano e Sérgio, de Curitiba, Daniel Sant'Ana, Felipe Snipes e Iguito, de Recife, começaram a os requisitar, assim tiveram oportunidade de tocar em várias cidades pelo Brasil.

### Teoria Dinâmica Gastativa
Em 2005, cruzaram o caminho de Liminha, produtor do primeiro álbum do grupo, Teoria Dinâmica Gastativa, nos estúdios da Supermusic, selo filiado à Universal Music. Algumas músicas do trabalho anterior passaram por uma nova produção e foram relançadas.
Em 2007, foram convidados para a gravação do CD e DVD MTV ao Vivo: 5 Bandas de Rock, ao lado de outras quatro bandas da mesma geração: Fresno, Hateen, Moptop e NX Zero. No show, apresentaram ao público duas faixas inéditas: "Gruvi Quântico" e "Sigo o Som", que seriam regravadas no futuro álbum Polisenso no ano seguinte.

### Polisenso
Em 2007, a banda decidiu procurar um espaço para o grupo, um lugar onde eles pudessem se encontrar para moldar o novo disco da banda. Encontraram numa pequena vila em Botafogo a "Casinha", lá criaram seu pequeno estúdio e fizeram toda a pré-produção do álbum Polisenso. Algum tempo mais tarde seus amigos pessoais e de estrada, da banda Scracho, mudaram-se para a casa ao lado.
Em 2008, é lançado o segundo álbum do grupo, Polisenso, gravado nos estúdios AR e Atemporal, e pré-produzido na Casinha. O álbum foi disponibilizado inteiro para download no site da banda. O disco também trouxe uma mudança estrutural na banda, devido à incursão no mundo dos elementos eletrônicos, o guitarrista Vitor, passou da guitarra para os sintetizadores e programações de efeitos, atuando na velha função apenas nas canções antigas, nos shows.

### Alegria Compartilhada
Em 2011, é lançado o terceiro álbum do grupo, Alegria Compartilhada, produzido por Daniel Ganjaman. O álbum contou com as participações de Black Alien, ex-Planet Hemp; Guto Bocão, mestre de bateria da Vai-Vai; Tiquinho, trombonista do grupo Funk Como Le Gusta; Fernando Bastos da Orquestra Brasileira de Música Jamaicana; Paulinho Viveiro que toca trompete na banda do Seu Jorge e Daniel Ganjaman, que além de produzir o álbum, participou de algumas faixas, tocando teclado e até cantando como backing vocal.

### Forfun ao Vivo no Circo Voador
Em 2012, a banda promoveu um crowdfunding no site Catarse, visando arrecadar dinheiro para a gravação de seu primeiro DVD, cujo show de gravação ocorreu em 20 de dezembro no Circo Voador, em sua lotação máxima, contando com as participações especiais de Dedeco (Dibob), Liminha (produtor do álbum Teoria Dinâmica Gastativa), Rodrigo Lima (Dead Fish) e Toni Garrido (Cidade Negra).
No final de 2012, Vitor Isensee lançou seu primeiro livro, intitulado Vivas Veredas, com poesias. Lançado em 2013, Forfun ao Vivo no Circo Voador foi o primeiro lançamento do grupo pela gravadora Deckdisc e contou com três faixas bônus inéditas gravadas em estúdio: "Ahorita", "Malícia" e "Terra de Cego".

### Nu, fim da banda e BRAZA
Em 2014, a banda lançou seu quarto e último álbum de estúdio, Nu, com 11 faixas inéditas, além da regravação de "O Papa é Pop", dos Engenheiros do Hawaii. Em 9 de junho de 2015, a banda publicou um texto em sua página do Facebook informando o fim das suas atividades, em busca de novos projetos pessoais. No mesmo anúncio, a banda pretende fazer uma turnê de despedida no mesmo ano, como uma forma de dizer "até logo", já que a banda afirma que "O Forfun está encerrando um ciclo mas a banda não se encerra, pois estará curtindo sua aposentadoria enquanto seus eternos operários vão seguir trabalhando em outros projetos". Muito se discute a respeito do porquê de uma banda que estava se consolidando cada vez mais no cenário nacional, com um som amadurecido e novo.
Em 2016, após o fim do Forfun, os ex-integrantes Danilo Cutrim, Vitor Isensee e Nicolas Christ formaram um novo grupo, chamado BRAZA, o qual teve seu primeiro álbum homônimo lançado no dia 17 de março de 2016. O ex-baixista e vocalista Rodrigo Costa seguiu com outros projetos, integrando as bandas Tivoli e Carranca.

### Ao Vivo na Fundição
Em 2022, a banda lança seu segundo DVD, Ao Vivo na Fundição, com transmissão ao vivo pelo canal oficial da banda no YouTube. Este show foi originalmente gravado em 12 de dezembro de 2015 na Fundição Progresso, no último show de sua turnê de despedida.

### Retorno
Após 9 anos, em 6 de dezembro de 2023, a banda e seus integrantes anunciaram em suas redes sociais o retorno do Forfun para a turnê Nós, com shows em agosto de 2024 nas cidades de São Paulo e Rio de Janeiro.
Em 2025, a banda é anunciada como atração da segunda edição do festival itinerante I Wanna Be Tour, se apresentando dia 23 de Agosto em Curitiba e em 30 de Agosto em São Paulo. Além do festival, eles também fazem um show comemorativo de 20 anos do álbum Teoria Dinâmica Gastativa no Rio de Janeiro, no dia 26 de setembro, tendo a presença de CPM 22, Dead Fish, Lucas Silveira e Di Ferrero como participações especiais da noite.

## Integrantes

### Atuais
- Danilo Cutrim: vocal, guitarra (2001-2015; 2024)
- Vitor Isensee: vocal (2001-2015; 2024), guitarra (2003-2015; 2024), teclados (2008-2015; 2024), baixo (2001-2003)
- Rodrigo Costa: vocal, baixo (2003-2015; 2024)
- Nicolas Fassano: bateria (2002-2015; 2024)

### Ex-integrantes
- Bruno Tizé: bateria (2001-2002)

## Discografia
| Ano  | Álbum                                  | Formatos  | Gravadora |
| ---- | -------------------------------------- | --------- | --------- |
| 2003 | Das Pistas de Skate às Pistas de Dança | CD        | Deck      |
| 2005 | Teoria Dinâmica Gastativa              | CD        | Deck      |
| 2008 | Polisenso                              | CD        | Deck      |
| 2011 | Alegria Compartilhada                  | CD        | Deck      |
| 2013 | Ao Vivo no Circo Voador                | CD, DVD   | Deck      |
| 2014 | Nu                                     | CD        | Deck      |
| 2022 | Ao Vivo na Fundição                    | Streaming | Deck      |

### Singles
| Ano  | Título               | Álbum                                  |
| ---- | -------------------- | -------------------------------------- |
| 2003 | "Cara Esperto"       | Das Pistas de Skate às Pistas de Dança |
| 2004 | "Minha Formatura"    | Das Pistas de Skate às Pistas de Dança |
| 2005 | "História de Verão"  | Teoria Dinâmica Gastativa              |
| 2005 | "Good Trip"          | Teoria Dinâmica Gastativa              |
| 2006 | "Hidropônica"        | Teoria Dinâmica Gastativa              |
| 2006 | "Viva la Revolución" | Teoria Dinâmica Gastativa              |
| 2006 | "Costa Verde"        | Teoria Dinâmica Gastativa              |
| 2007 | "Sigo o Som"         | MTV ao Vivo: 5 Bandas de Rock          |
| 2007 | "Gruvi Quântico"     | MTV ao Vivo: 5 Bandas de Rock          |
| 2008 | "Sol ou Chuva"       | Polisenso                              |
| 2009 | "Aí Sim"             | Polisenso                              |
| 2009 | "O Viajante"         | Polisenso                              |
| 2009 | "Cigarras"           | Polisenso                              |
| 2011 | "Quem Vai, Vai"      | Alegria Compartilhada                  |
| 2012 | "Largo dos Leões"    | Alegria Compartilhada                  |
| 2012 | "Morada"             | Alegria Compartilhada                  |
| 2013 | "Cosmic Jesus"       | Ao Vivo no Circo Voador                |
| 2013 | "Malícia"            | Solto                                  |
| 2014 | "Coisa Pouca"        | Nu                                     |
| 2015 | "A Vida me Chamou"   | Nu                                     |